# Lista de cidades do Wyoming

Localização do estado de Wyoming nos Estados Unidos.

Estado do Wyoming subdividido por seus 23 condados.

O Wyoming é um estado localizado na região oeste dos Estados Unidos. De acordo com o Censo de 2010 dos Estados Unidos, o Wyoming é o estado com a menor população dentre os 50 estados americanos, possuindo apenas 563.767 habitantes, no entanto ele é o 9º maior estado por área de terra medindo cerca de 251,470.1 km². O estado é dividido em 23 condados e contendo 99 municípios incorporados, consistidos de cidades e vilas. Os municípios incorporados de Wyoming cobrem somente 0.3% do território do estado, no entanto esta pequena porcentage é o lar de 68.3% de sua população. O maior município por população em Wyoming é a sua capital: Cheyenne com 59.466 habitantes, e o maior município por área de terra é Casper, que se estende por 70 km², enquanto o menor município em ambas as categorias é Lost Springs com 4 residentes e uma área de míseros 0.23 km².

## A
- Acme
- Afton
- Alladin
- Albany
- Albin
- Alcova
- Allendale
- Alpine
- Alta
- Alva
- Arapahoe
- Archer
- Arlington
- Atlantic City
- Arminto
- Arvada
- Auburn

## B
- Baggs
- Bairoil
- Bar Nunn
- Basin
- Big Piney
- Boulder
- Buffalo
- Burlington
- Burns
- Byron

## C
- Calpet
- Casper
- Cheyenne
- Chugwater
- Clearmont
- Cody
- Cokeville
- Cowley
- Crowheart

## D
- Daniel
- Dayton
- Deaver
- Diamondville
- Dixon
- Douglas
- Dubois

## E
- East Thermopolis
- Edgerton
- Elk Mountain
- Ethete
- Evanston
- Evansville

## F
- Fort Bridger
- Fort Laramie
- Frannie

## G
- Gillette
- Glendo
- Glenrock
- Grand Encampment
- Granger
- Green River
- Greybull
- Guernsey

## H
- Hanna
- Hartville
- Hawk Springs
- Hudson
- Hulett
- Huntley

## J
- Jackson
- Jeffrey City

## K
- Kaycee
- Kemmerer
- Kirby

## L
- La Barge
- La Grange
- Lance Creek
- Lander
- Laramie
- Lingle
- Lost Springs
- Lovell
- Lusk
- Lyman

## M
- Manderson
- Manville
- Marbleton
- Medicine Bow
- Meeteetse
- Midwest
- Mills
- Moorcroft

## N
- Newcastle

## O
- Opal

## P
- Pavillion
- Pine Bluffs
- Pine Haven
- Pinedale
- Powell

## R
- Ranchester
- Rawlins
- Riverside
- Riverton
- Rozet
- Rock River
- Rock Springs
- Rolling Hills

## S
- Sage
- Saratoga
- Shell
- Sheridan
- Shoshoni
- Sinclair
- Story
- Sundance
- Superior

## T
- Ten Sleep
- Thayne
- Thermopolis
- Torrington

## U
- Upton

## V
- Van Tassell

## W
- Wamsutter
- Wheatland
- Worland
- Wright

## Y
- Yoder